# Prionospio rotalis
Prionospio rotalis är en ringmaskart som beskrevs av Mohammad 1970. Prionospio rotalis ingår i släktet Prionospio och familjen Spionidae. Inga underarter finns listade i Catalogue of Life.